# Sigibot

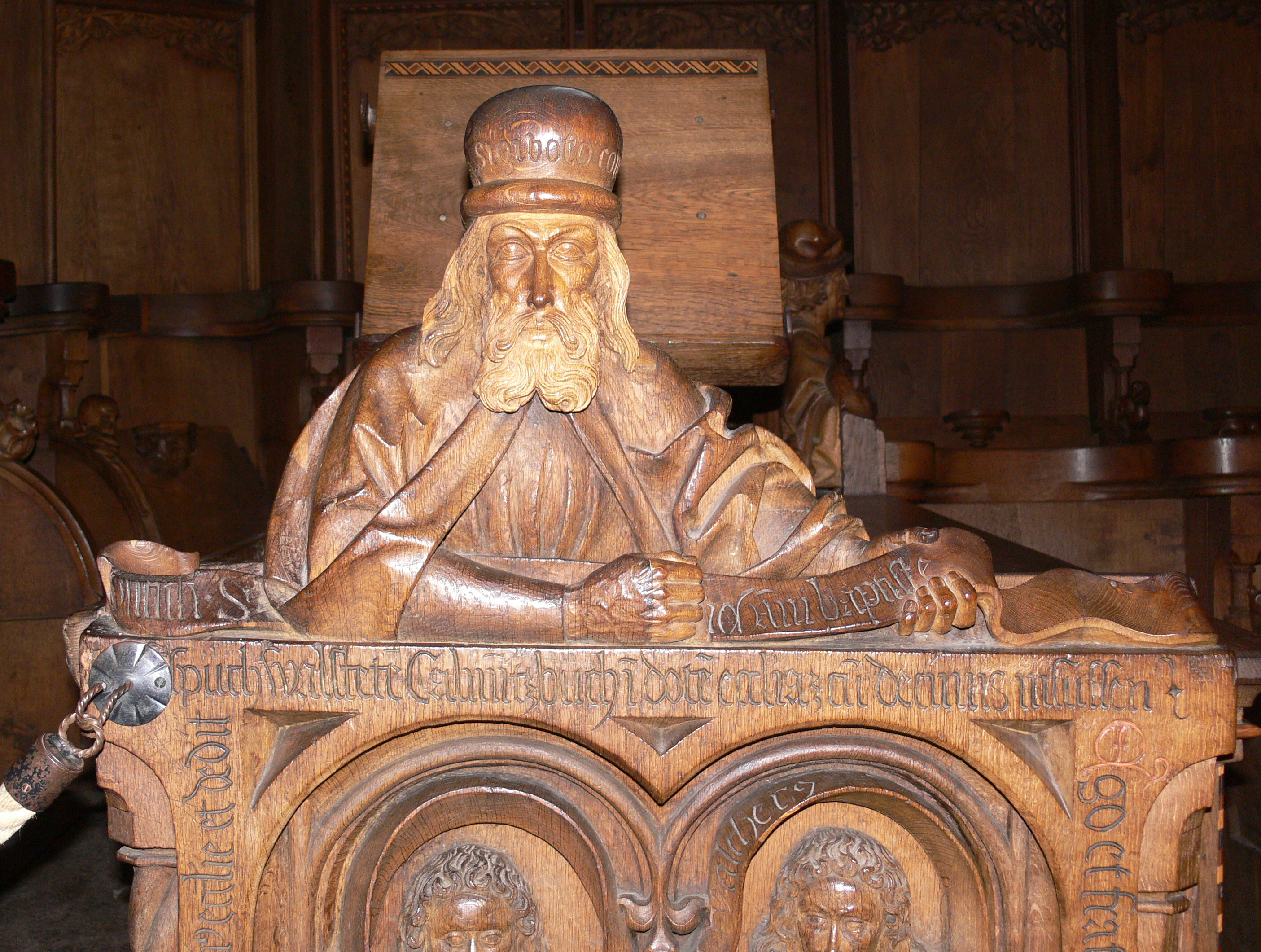
Graf Sigibot von Ruck als Stifterfigur im Chorgestühl des Klosters Blaubeuren

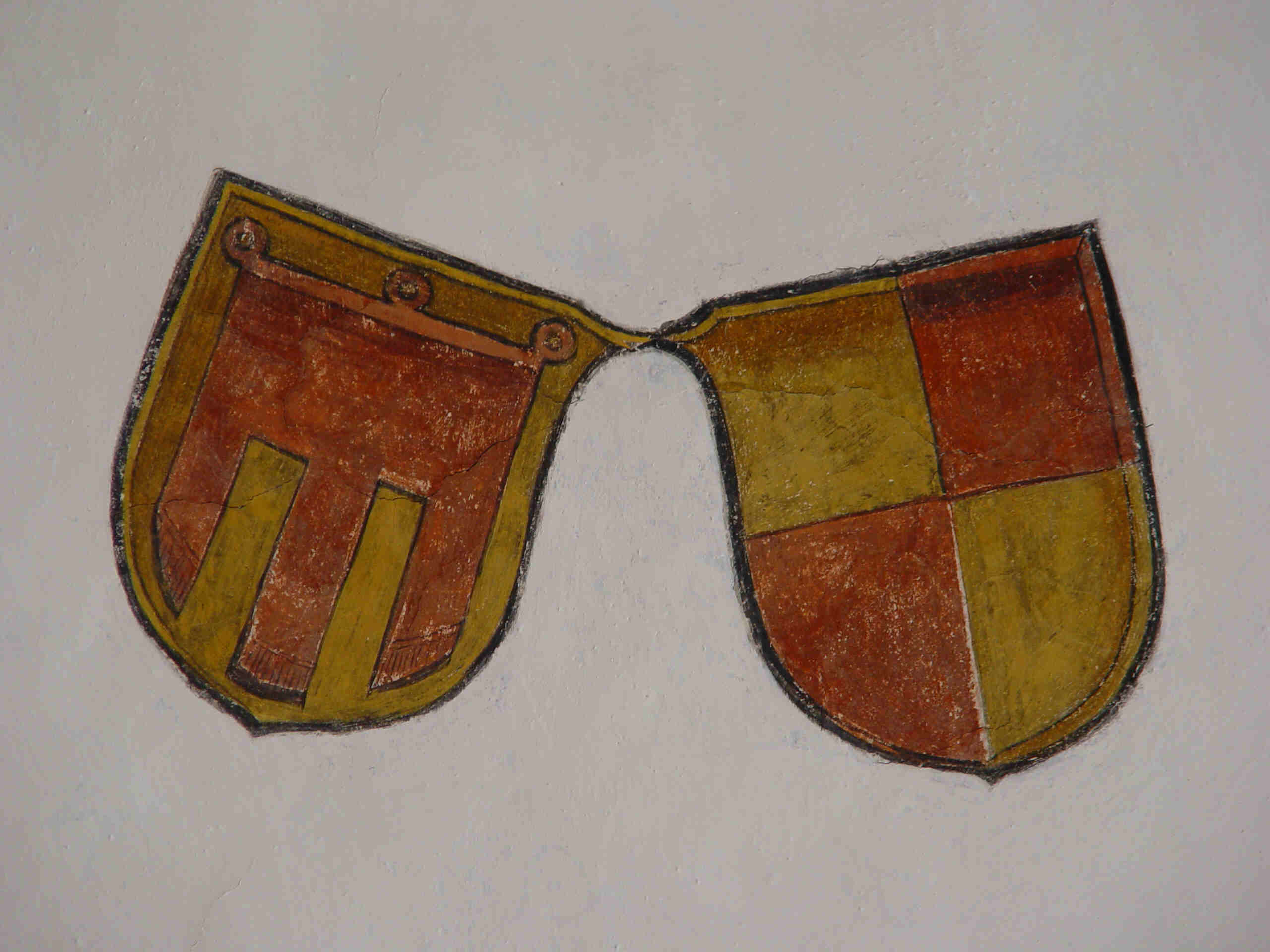
Wappen der Grafen von Tübingen (links) und Ruck (rechts)

Sigibot war um 1078 Graf von Tübingen in Ruck und Mitstifter des Klosters Blaubeuren.
Er war ein Bruder des Grafen Anselm von Nagold und des Grafen Hugo von Tübingen. Sigibot, der auf der Burg Ruck seinen Sitz hatte, hatte bei der Gründung des Klosters Blaubeuren einen großen Anteil. Es war damals zeitgemäß, dass ein edles, mächtiges Geschlecht in der Nähe seines Burgsitzes ein Familienkloster hatte, dessen feierliche Glockentöne von den frommen Übungen der Mönche Zeugnis gaben, und in dem man einst in geweihter Erde seine Ruhestätte haben wollte.
Graf Sigibot ermöglichte die Verlegung des Klosters von Egelsee nach Blaubeuren, indem er nicht nur den anfangs dafür nötigen, sondern auch den umliegenden Grund und Boden spendete, nebst der wohl seit langer Zeit dort stehenden, an Reliquien sehr reichen Johanneskirche. Außerdem schenkte er mit seiner Gemahlin Adelheid, die aus einem elsässischen Grafengeschlecht, vermutlich aus Egisheim, stammte, das Dorf Süßen (Seißen bei Blaubeuren). Sigibot ist höchstwahrscheinlich bald darauf gestorben, denn sein Name verschwindet bald aus der Stiftungsgeschichte. Dagegen nahm sich seine Gemahlin auch nach seinem Tode des begonnenen Werkes eifrig an. Sie schenkte dem Kloster eine Mühle und einen Bauernhof in Süßen, einen anderen bei Kölblingsbuch sowie einen nahegelegenen Wald.
Sigibot und Adelheid hinterließen drei Söhne: Siegfried, Werner und Walther.